# 臧东升
臧东升（1937年—2015年11月22日），曾用名臧义，男，黑龙江嫩江人，中国作曲家，曾任中国音乐家协会理事。